# Delta Scuti típusú változócsillag
A δ Scuti típusú változócsillagok, más néven törpe cefeidák, AI Velae vagy AI Velorum csillagok pulzáló változócsillagok, melyeknek pulzációs ill. fényességváltozási periódusa igen rövid, 1 óra körüli. Tulajdonságaikban az RR Lyrae típusú változócsillagokra hasonlítanak. Periódusváltozásukban gyakran több felharmonikus figyelhető meg, amelyek kombinációja különösen összetett fénygörbét eredményez. A tipikus δ Scuti fényességváltozásának amplitúdója 0,003 – 0,9 magnitúdó. Színképtípusuk rendszerint AO és F5 közötti. Ezen csillagok fősorozati vagy óriáscsillagok, legismertebb képviselőik a Vega (α Lyrae), Denebola (β Leonis) és a β Cassiopeiae.